# Kiew (Schiff)
Die Kiew war ein sowjetischer Flugdeckkreuzer. Sie wurde in Mykolajiw gebaut und am 28. Dezember 1975 in die sowjetische Nordflotte aufgenommen. Die Kiew war das Typschiff von Projekt 1143, von dem drei weitere Schiffe gebaut wurden: Minsk, Admiral Gorschkow und Noworossijsk.

## Beschreibung
Sie alle wurden offiziell als Anti-U-Boot-Kreuzer bezeichnet, waren aber faktisch Flugzeugträger in der U-Abwehrrolle. Der Grund dafür war der Vertrag von Montreux, der es der Türkei ermöglicht, Flugzeugträgern die Passage des Bosporus und der Dardanellen zu untersagen. Dieses Abkommen konnte durch die Deklaration der Schiffe als Kreuzer umgangen bzw. unterlaufen werden.
Von ihren westlichen Gegenstücken unterschieden sie sich vor allem darin, dass der vordere Deckbereich nicht zum Start der Flugzeuge genutzt wurde, sondern den Hauptteil der Bordbewaffnung aufnahm. Ausreichend Deckfläche (189 m × 20 m) für die ausschließlich aus Hubschraubern und Senkrechtstartern bestehende Flugzeuggruppe wurde über ein Winkeldeck erreicht. Die Längsachse dieses Decks ist zur Schiffslängsachse um 4,5° schräg nach Backbord geneigt. Es sind weder Katapulte noch Abfangvorrichtungen vorhanden. Im Hallendeck wurden die Flugzeuge, Hubschrauber und Flugkörper vorbereitet und mit Aufzügen von unterschiedlicher Größe (max. 20 m × 10,4 m) und Tragfähigkeit zum Flugdeck transportiert. Die Erfahrungen, die auf der Kiew mit dem Einsatz von Flugzeugen gemacht wurden, waren ein Grund, den ersten klassischen russischen Flugzeugträger, die Admiral Kusnezow, in Auftrag zu geben.
Nach 20 Jahren Dienst wurde die Kiew 1996 außer Dienst gestellt. Ein Jahr später wurde das Schiff für 8,2 Mio. US-Dollar an die chinesische Firma Teda Investment Holding Co. verkauft. Am 20. Mai 2000 verlässt die Kiew von fünf Schleppern gezogen Murmansk. Nach einer 102-tägigen Fahrt um das Kap der Guten Hoffnung erreichte das Schiff Tianjin in der Volksrepublik China. Seit dem 1. Mai 2004 ist sie dort die Hauptattraktion des Themenparks „Binhai Aircraft Carrier“.

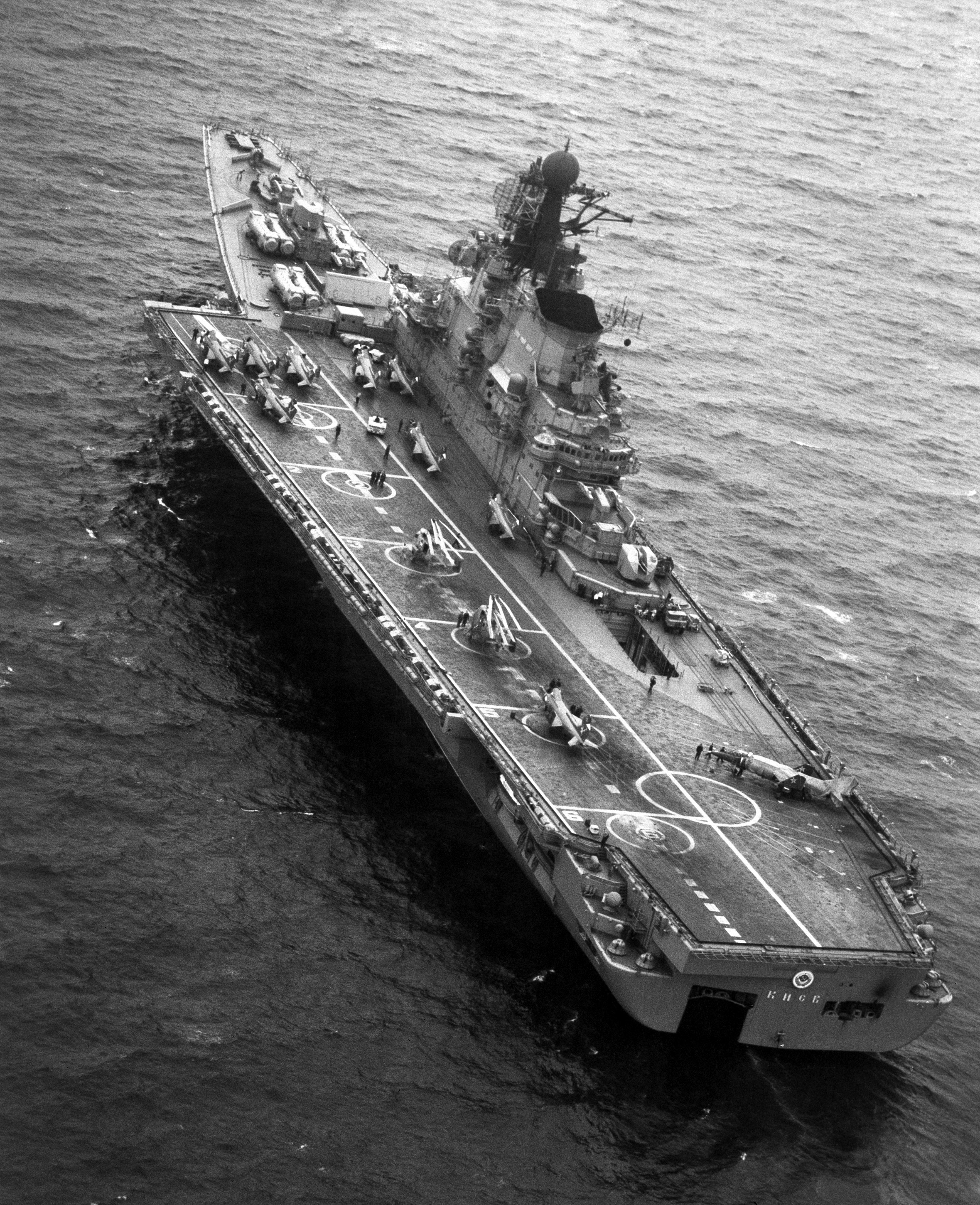
Kiew 1986
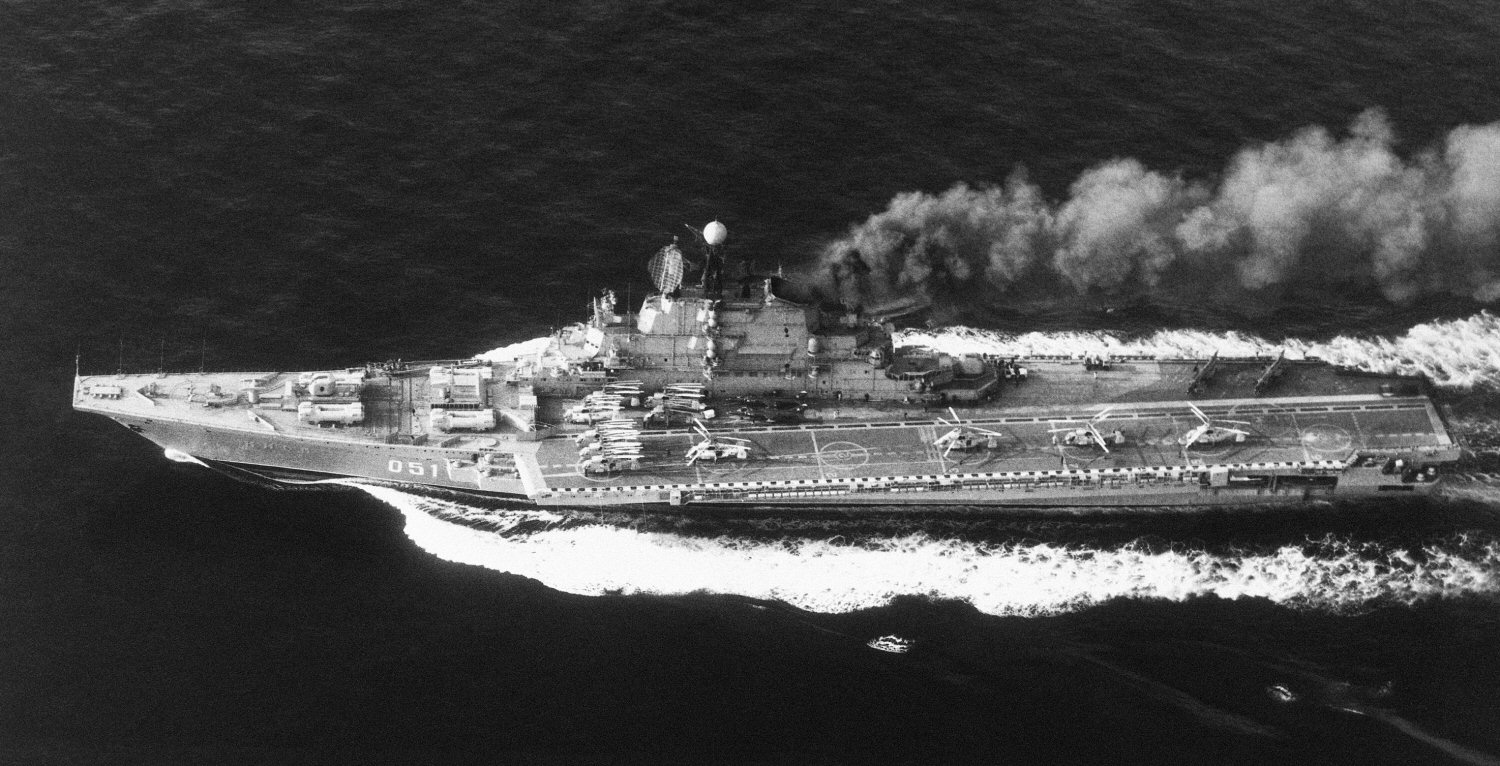
Kiew 1987
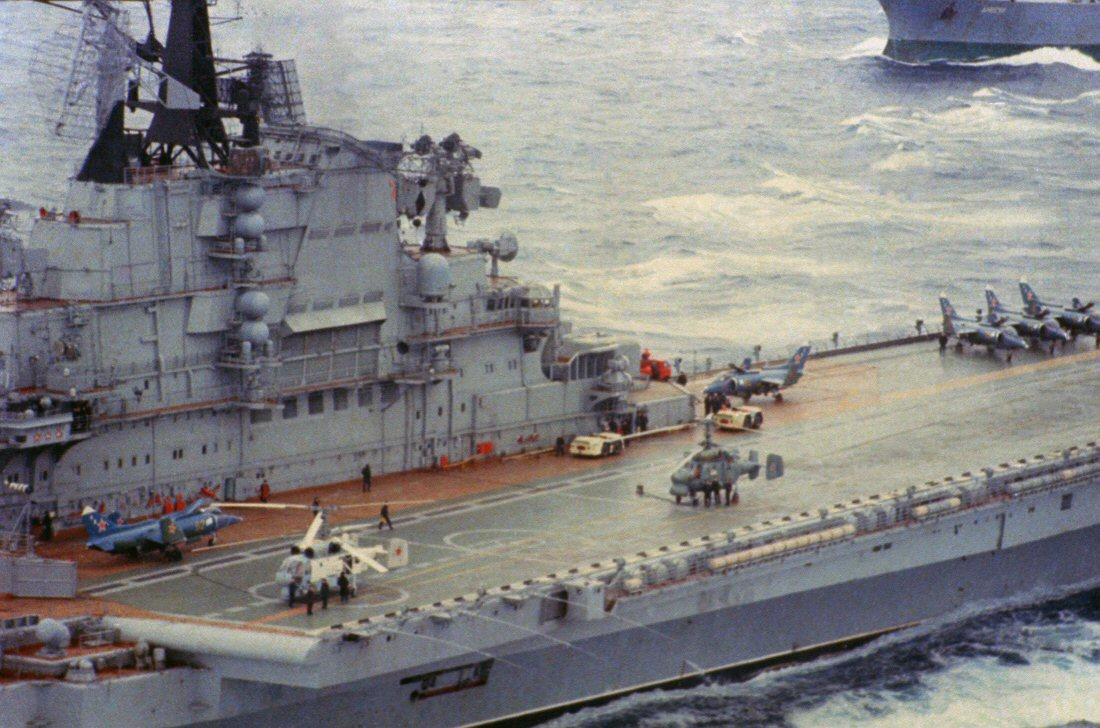
Kiew 1988

## Filmdokumentation
- Auf allen Meeren. Dokumentarfilm von Johannes Holzhausen, A2001